# Ischejewka (Uljanowsk)
Ischejewka (russisch Ише́евка) ist eine Siedlung städtischen Typs in der Oblast Uljanowsk (Russland) mit 10.383 Einwohnern (Stand 14. Oktober 2010).

## Geographie
Die Siedlung liegt etwa 15 km nordwestlich des Zentrums der Oblasthauptstadt Uljanowsk am östlichen Rand der Wolgahöhen. Sie befindet sich am rechten Ufer der Swijaga und etwa 8 km vom rechten Ufer der dort zum Kuibyschewer Stausee angestauten Wolga.
Ischejewka ist Verwaltungssitz des Rajons Uljanowski sowie Sitz der Stadtgemeinde Ischejewskoje gorodskoje posselenije, zu der außerdem die sechs Dörfer Dubrowka (12 km nordnordöstlich), Linjowka (11 km nördlich), Maximowka (8 km nördlich), Nowaja Bedenga (10 km östlich), Poldomassowo (5 km nordnordöstlich) und Salmanowka (5 km nördlich) sowie die Siedlung Slanzewy Rudnik (8 km ostnordöstlich, am Ufer der Wolga) gehören.

## Geschichte
Die erste Erwähnung vom Anfang des 17. Jahrhunderts gibt als Bewohner „Tataren mit dem Fürsten Ischejew“ (tatarisch Işäy) an, nach dem der Ort benannt wurde. Als Gründungsjahr gilt 1625. 1648 wurde dort im Verlauf der Simbirsk-Karsuner Verhaulinie entlang der damaligen Grenze des Zarentums Russland eine Kosakeneinheit stationiert, was den Beginn der russischen Besiedlung des Gebietes markierte.
Zu einem wirtschaftlichen Aufschwung kam es ab Ende des 18. Jahrhunderts mit der Entwicklung des Gutes der Adelsfamilie Krotow. Diese eröffneten unter anderem 1802 eine Tuchfabrik. Daher war bis in das 20. Jahrhundert auch als Ortsname Ischejewskaja fabrika in Gebrauch.
Am 27. November 1945 erhielt Ischejewka den Status einer Siedlung städtischen Typs. 1977 wurde der Verwaltungssitz des Rajons von Uljanowsk nach Ischejewka verlegt.

### Bevölkerungsentwicklung
| Jahr | Einwohner |
| ---- | --------- |
| 1939 | 4.594     |
| 1959 | 5.722     |
| 1970 | 6.062     |
| 1979 | 7.113     |
| 1989 | 9.289     |
| 2002 | 10.032    |
| 2010 | 10.383    |

Anmerkung: Volkszählungsdaten

## Verkehr
Gut 3 km westlich von Ischejewka, jenseits der Swijaga, liegt die Bahnstation Laischewka bei Kilometer 181 der 1942 eröffneten Strecke (Kasan –) Swijaschsk – Uljanowsk.
Westlich, vorbei an der Bahnstation, wird die Siedlung auch von der föderalen Fernstraße R241 umgangen, die ebenfalls Kasan und Uljanowsk verbindet und von der südöstlich von Ischejewka und am nördlichen Rand von Uljanowsk die Straße über die 2009 eröffnete, fast 6 km lange neue Wolgabrücke („Präsidentenbrücke“) abzweigt. Weitere 3 km westlich der Bahnstation verläuft die A151 Ziwilsk – Uljanowsk, die in eine weiträumige Umgehungsstraße um das Oblastzentrum übergeht.